# هربرت إف. كريستيان
هربرت إف. كريستيان (بالإنجليزية: Herbert F. Christian)‏ هو عسكري أمريكي، ولد في 18 يونيو 1912 في بايسفيل في الولايات المتحدة، وتوفي في 3 يونيو 1944 في فالمونتون في إيطاليا.